# Sant Joan de Labritja
Sant Joan de Labritja (hiszp. San Juan Bautista) – miasto w Hiszpanii, we wspólnocie autonomicznej Baleary, na Ibizie. W 2013 liczyło 5 889 mieszkańców.